# 43803 Wakakinosakura
43803 Wakakinosakura este o planetă minoră (asteroid), cu un diametru de 6,555 km, din centura de asteroizi. A fost descoperită pe 7 septembrie 1991 la Geisei observatory⁠(d) de Tsutomu Seki. 
Obiectul prezintă o orbită caracterizată de o semiaxă mare de 3,035474890073 UAi, o excentricitate de 0,091345554102124, o înclinație de 10,71081334076 ° în raport cu ecliptica.